# Rameder
Die Rameder Unternehmensgruppe ist laut eigenen Angaben Europas Marktführer für Anhängerkupplungen und Transportlösungen. Auf rameder.de und in 27 europäischen Onlineshops vertreibt Rameder für B2B- und B2C-Kunden Anhängerkupplungen, Fahrradträger, Dachboxen, Dachträger, Transportboxen und andere Autoteile. Rameder hat 130 Einbauwerkstätten in mehreren Ländern und beschäftigt über 500 Mitarbeitende. Seit Ende 2018 ist die Firma im Besitz des norwegischen Private-Equity-Unternehmens FSN Capital Partners. Der Unternehmensumsatz im Jahr 2020 betrug etwa 120 Millionen Euro.

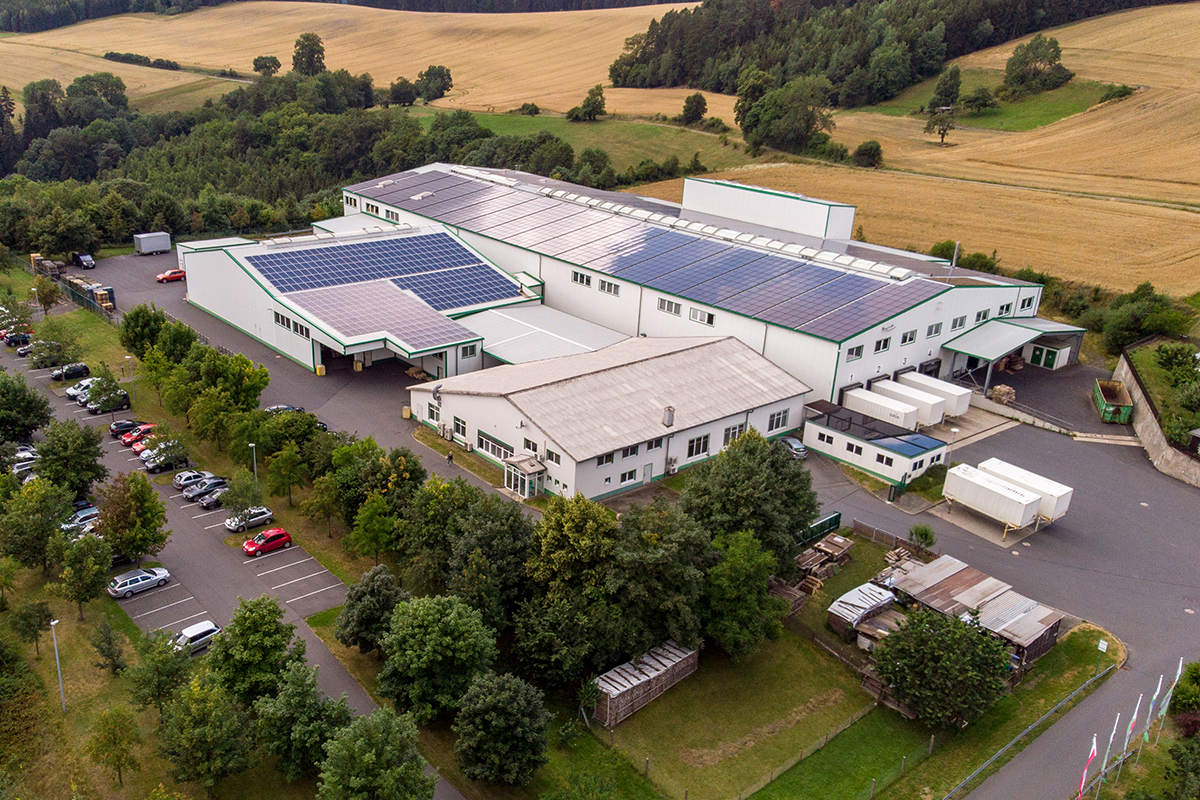
Blick auf das Firmengelände in Leutenberg/Munschwitz (2018)

## Geschichte
Das Unternehmen wurde 1996 unter dem Namen „Ulrich Rameder“ in Hausen bei Regensburg gegründet. 1997 zog Rameder nach Munschwitz, einen Ortsteil der thüringischen Stadt Leutenberg. Der Jahresumsatz aus dem Verkauf von Anhängerkupplungen betrug etwa 30 Millionen Euro.
2011 wurde das Unternehmen von der US-amerikanischen Private-Equity-Gesellschaft Riverside übernommen und in die heutige Bezeichnung „Rameder Anhängerkupplungen und Autoteile GmbH“ umbenannt. 2015 wurde Rameder an den Münchener Finanzinvestor Findos weiterverkauft. Mit der Übernahme durch Riverside gab der bisherige Mehrheitsgesellschafter Tobias Rameder seine Unternehmensanteile ab. 2014 überschritt der Umsatz 50 Millionen Euro bei etwa 180.000 verkauften Anhängerkupplungen und Elektrosätzen. Im Dezember 2018 kaufte die skandinavische Beteiligungsgesellschaft FSN Capital die Firma Rameder für eine geschätzte Summe von 115 Millionen Euro.
2016 reichte Rameder beim Bundeskartellamt eine Beschwerde gegen die Volkswagen-Gruppe ein. Der Vorwurf lautete, Volkswagen würde seine marktbeherrschende Stellung missbrauchen, indem es den Verkauf von Elektrosätzen außer den VW-Originalteilen verhindere.
Ende 2016 übernahm Rameder den französischen Marktführer für Anhängerkupplungen France Attelage, gefolgt von der tschechischen Elsa Group (2018), der schwedischen Marke Dragkrokslagret (2019). Im Jahr 2024 gehören zur Rameder Unternehmensgruppe unter anderem die Tochtergesellschaften Koukkupaja, Beeken Fahrzeugteile GmbH, die Janssen Gruppe GmbH, Kupplung vor Ort GmbH und Enganches Aragón.
Die Firmenleitung der Rameder Anhängerkupplungen und Autoteile GmbH haben im Jahr 2024 Dr. David Gabrysch, Gregory Peacock und Marcus Vollbrecht inne.

## Produkte und Dienstleistungen
Rameder vertreibt über seine europäischen Onlineshops Anhängerkupplungen, Elektrosätze, Fahrradträger, Dachboxen, Dachträger, Transportboxen, Kofferraumtaschen, Kofferraumwannen, Fußmatten, Dachzelte und weiteres Autozubehör. 2023 wurden insgesamt rund 450.000 Anhängerkupplungen vertrieben. 
Mit Standorten in Deutschland, Frankreich, Finnland, Schweden, der Tschechischen Republik und der Schweiz betreibt Rameder 27 Onlineshops in Europa. Seit 2015 besitzt Rameder eigene Einbauwerkstätten. Im Jahr 2024 stehen Kunden 130 dieser Werkstätten in Europa für die Nachrüstung einer Anhängerkupplung zur Verfügung.